# Body Meta
Body Meta è un album discografico del musicista jazz Ornette Coleman pubblicato nel 1978 su etichetta Artists House.

## Tracce
- Tutti i brani sono opera di Ornette Coleman

Lato A
1. Voice Poetry – 8:00
2. Home Grown – 7:36

Lato B
1. Macho Woman – 7:35
2. Fou Amor – 8:01
3. European Echoes – 7:40

## Formazione
- Ornette Coleman - sassofono, sax contralto
- Charlie Ellerbie - chitarra
- Ronald Shannon Jackson - batteria
- Bern Nix - chitarra
- Jamaaladeen Tacuma - contrabbasso
- Elisabeth Atnafu - Artwork